# Стефан (Дзюбай)
Стефа́н (в миру Александр Стефанович Дзюбай; 27 февраля 1857, Кальник, Австрийская империя — 2 апреля 1933, Греймур, штат Нью-Йорк) — греко-католический священник, до 1926 года — епископ Северо-Американской митрополии, епископ Питтсбургский, викарий Алеутской епархии.

## Биография
Александр Дзюбай родился 27 февраля 1857 года в селе Кальник в Закарпатье в семье Стефана и Юстины Дзюбай, прихожан униатской Церкви.
В 1880 году закончил Ужгородскую католическую семинарию, получив степень доктора теологии.
В 1881 году женился на дочери униатского священника и был рукоположён в священники, служил в селе Лохово.
После скоропостижной смерти жены в ноябре 1881 года переведён в церковь Святой Троицы в Ужгороде.
В 1887 году вместе с митрополитом Сембратовичем посещает Рим в связи с юбилеем Папы Римского.
В 1889 году переехал в США, создал униатские приходы для русинов в Хальцтоне, Крантоне, Трентоне, Тренжере, Джонстоуне, Питсбурге, Панкстоуне, Нью-Джерси, Бруклине, Нью-Йорке, Иллинойсе, Миннеаполисе, Миннесоте и других штатах и городах США.
В 1913 году посвящён в сан викария униатской Церкви Америки.
30 июля 1916 года переходит в православие и постригается в монашество с именем Стефан.
7 августа 1916 года Никольском Кафедральном соборе в Нью-Йорке хиротонисан во епископа Питтсбургского, викария Алеутской епархии. Чин хиротонии совершали: архиепископ Евдоким (Мещерский), епископ Александр (Немоловский) и митрополит Герман. Епископ Стефан был поставлен для возглавления православной миссии среди униатов-карпатороссов и устроения их духовной жизни в лоне РПЦ в Северной Америке. Из-за его плохого отношения к клиру и преклонного возраста миссия его большого успеха не имела.
В 1922 году поставил вопрос о назначении на место архиепископа Александра (Немоловского) митрополита Платона (Рождественского). 26 октября 1922 года обнародовал текст заявления как глава епархии (хотя он был только викарием у архиепископа Александра) и в сослужении с епископом Моравско-Силезским Гораздом (Павликом) посвятил Адама (Филипповского) во епископа Канадского (кафедра освободилась после отъезда из Северной Америки архиепископ Александра).
7-9 ноября того же года состоялся Третий Всеамериканский Собор в Питсбурге. На этом Соборе по рекомендации Патриарха Тихона и по назначению Зарубежного Архиерейского Синода митрополит Одесский Платон (Рождественский) был выбран главой Северо-Американской и Канадской епархии. Епископ Стефан (Дзюбай) со своими сторонниками 5 декабря созвал параллельный собор в Филадельфии, на котором отказался признать назначение митрополита Платона, но в начале следующего года он покаялся и вернулся в лоно Церкви.
В 1924 году объединил Панамериканский Синод с Синодом Детройта.
Согласно списку, переданному Тучкову обновленческим Синодом 5 апреля 1925 года, в Североамериканской епархии пребывало 5 архиереев-обновленцев: архиепископ Иоанн Кедровский, епископ Сан-Францизский Николай Соловей, епископ Питсбургский Стефан (Дзюбай), епископ Филадельфийский Адам Филипповский и епископ Бруклинский Евфимий (Офейш).
В 1926 году вернулся в католичество с надеждой получить от Рима сан епископа Униатской Церкви в Америке, но этого не произошло.
Он оказался в полной изоляции. Уходит в римско-католический монастырь в Греймуре, Нью-Йорк, где жил
до конца жизни.
Умер 2 апреля 1933 года в монастыре в Греймуре под Нью-Йорком.